# (1939) Loretta
(1939) Loretta (1974 UC; 1934 JE; 1934 LQ; 1939 EH; 1939 GP; 1950 DT; 1950 ES; 1951 MF; 1955 CA; 1969 TE5; 1975 TZ5; 1975 XW) ist ein Asteroid des Hauptgürtels, der am 17. Oktober 1974 von Charles Thomas Kowal am Palomar-Observatorium entdeckt wurde.